# هکتور رباکی

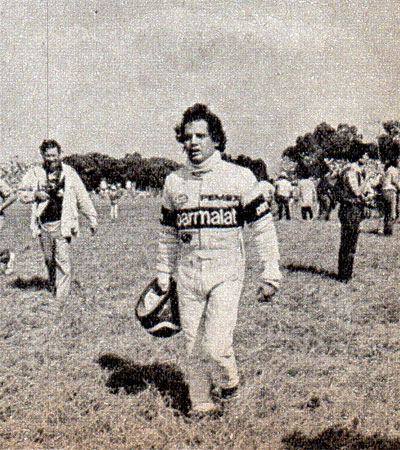
تصویر هکتور رباکی

هکتور آلونسو رباکی (اسپانیایی: Héctor Alonso Rebaque‎؛ زادهٔ ۵ فوریهٔ ۱۹۵۶ در مکزیکو سیتی) رانندهٔ سابق مسابقات اتومبیل‌رانی اهل مکزیک است که از فصل ۱۹۷۷ تا ۱۹۸۱ در مجموع در ۵۸ گراند پری از مسابقات جهانی فرمول یک شرکت کرد.
رباکی در طول دوران فعالیت خود در فرمول یک، ۱۳ امتیاز را به نام خود به‌ثبت رساند.